# هری گرونر
هری گرونر (انگلیسی: Harry Groener؛ زادهٔ ۱۰ سپتامبر ۱۹۵۱) یک هنرپیشه اهل ایالات متحده آمریکا است.
از فیلم‌ها یا برنامه‌های تلویزیونی که وی در آن نقش داشته است می‌توان به درباره اشمیت و رفتار بی‌‌فایده و احمقانه اشاره کرد.